# 나씨삼강문
나씨삼강문(羅氏三綱門)은 대한민국 전라남도 나주시 남문동에 있는 정려문이다. 1984년 2월 29일 전라남도의 문화재자료 제91호로 지정되었다.

## 개요
나주 나씨인 나사침(1526∼1596)을 비롯하여 3대에 걸친 충신 두 분과 효자 두 분 그리고 열녀 네 분의 행적을 기리기 위해 마을 입구에 세운 정려문이다.
나사침은 16세 때 어머니가 병으로 위급해지자 자신의 손가락을 잘라 피로 봉양하여 위기를 넘기고 어머니의 병을 낫게 하였다고 한다. 또한 그의 손자인 나득소(1607∼1640)는 어려서부터 효성이 지극하고 아버지인 덕현이 돌아가시자 3년상을 치르고 효를 다해 그의 할아버지와 함께 효자로 정려되었다.
나사침의 큰아들인 나덕명(1551∼1610)과 여섯째 아들인 나득소(1607∼？)는 기축옥사에 연루되어 종성지방에 유배되어 있다가 선조 25년(1592) 임진왜란이 일어나자 의병을 일으켜 큰 공을 세워 충신으로 정려되었다.
나사침의 넷째 아들인 덕현의 처와 그의 딸인 윤강의 처는 정유재란 때 ？기는 몸이 되자 강에 투신하여 정절을 지켰다. 정묘호란 때 친가가 있는 안주성에 피신해 있다가 성이 함락되자 분신 자살한 나사침의 손자 나수소의 처인 언양 김씨와 그의 손녀인 김집의 처가 열녀로 정려되었다.
1947년 도로건설로 원래의 자리에서 약간 뒤로 옮긴 삼강문은 1974년 고쳐 지어 오늘에 이르고 있다.
앞면 3칸·옆면 1칸 규모의 건물로, 지붕은 옆면에서 볼 때 사람 인(人)자 모양을 한 맞배지붕으로 꾸몄다.

## 참고 자료
- 나씨삼강문 - 국가유산청 국가유산포털